# Tarawa (Comic)
Tarawa ist ein zwischen 1948 und 1949 erschienener frankobelgischer Comic.  

## Handlung
Sid Callahan, Rock Lange und Tim Barkley sind 1943 als Kriegsberichterstatter bei der Landung der amerikanischen Marinesoldaten auf den von den Japanern besetzten Gilbertinseln dabei. Sie erleben den Sieg der Amerikaner nach verlustreichen Gefechten.

## Hintergrund
Jean-Michel Charlier schrieb die Kriegsepisode nach den Erlebnissen des US-amerikanischen Journalisten Robert Sherrod, der selbst an der Schlacht um die Gilbertinseln teilnahm. Die Zeichnungen stammten von Victor Hubinon. Die 60 Seiten lange Geschichte mit dem Untertitel Atoll sanglant erschien zwischen 1948 und 1949 in Le Moustique. Für die Wiederveröffentlichung 1974 in Spirou überarbeitete der Zeichner sein eigenes Werk. Dupuis gab die Alben heraus.